# Amândio Coroado
Amândio Coroado (Coimbra, 1962) é um produtor cinematográfico português.
Licenciou-se em Comunicação Social, em Lisboa, e começou a trabalhar como produtor na empresa cinematográfica portuguesa Rosa Filmes. Trabalhou com os realizadores Joaquim Sapinho e João Pedro Rodrigues, conseguindo levar alguns filmes a festivais no estrangeiro, nomeadamente o Festival de Cinema de Veneza, contribuindo com argumentos para a divulgação do cinema português no estrangeiro.
No filme Corte de Cabelo (1995) também escreveu o guião e teve uma pequena intervenção como actor, desempenhando o papel de fotógrafo. Em 2001 saiu da Rosa Filmes e passou a trabalhar como professor universitário e consultor de empresas cinematográficas. Actualmente, dá aulas na Universidade Lusófona.

## Filmografia[1]
- Corte de Cabelo, 1995 (roteiro, junto com Joaquim Sapinho, e produtor executivo)
- Parabéns!, 1997 (curta-metragem: 14 min., produtor)
- Glória, 1999 (produtor)
- Mal, 1999 (produtor)
- O Fantasma, 2000 (produtor)
- A Mulher Polícia, 2003 (produtor, junto com Joaquim Sapinho e Maria João Sigalho)
- Diários da Bósnia, 2005 (produtor, junto com Maria João Sigalho)